# Giuseppe Zaffonato
Giuseppe Zaffonato, italijanski katoliški duhovnik, škof in nadškof, * 29. avgust 1899, Magrè di Schio, † 28. avgust 1988, Videm.

## Življenjepis
16. julija 1922 je prejel duhovniško posvečenje.
6. februarja 1944 je postal naslovni škof Elatee; škofovsko posvečenje je prejel 23. aprila 1944.
Naslednje leto, 27. septembra 1945, je postal škof Vittoria Veneta.
Med 31. januarjem 1956 do svoje upokojitve 29. septembra 1972 je bil nadškof Vidma.